# Hauptzollamt

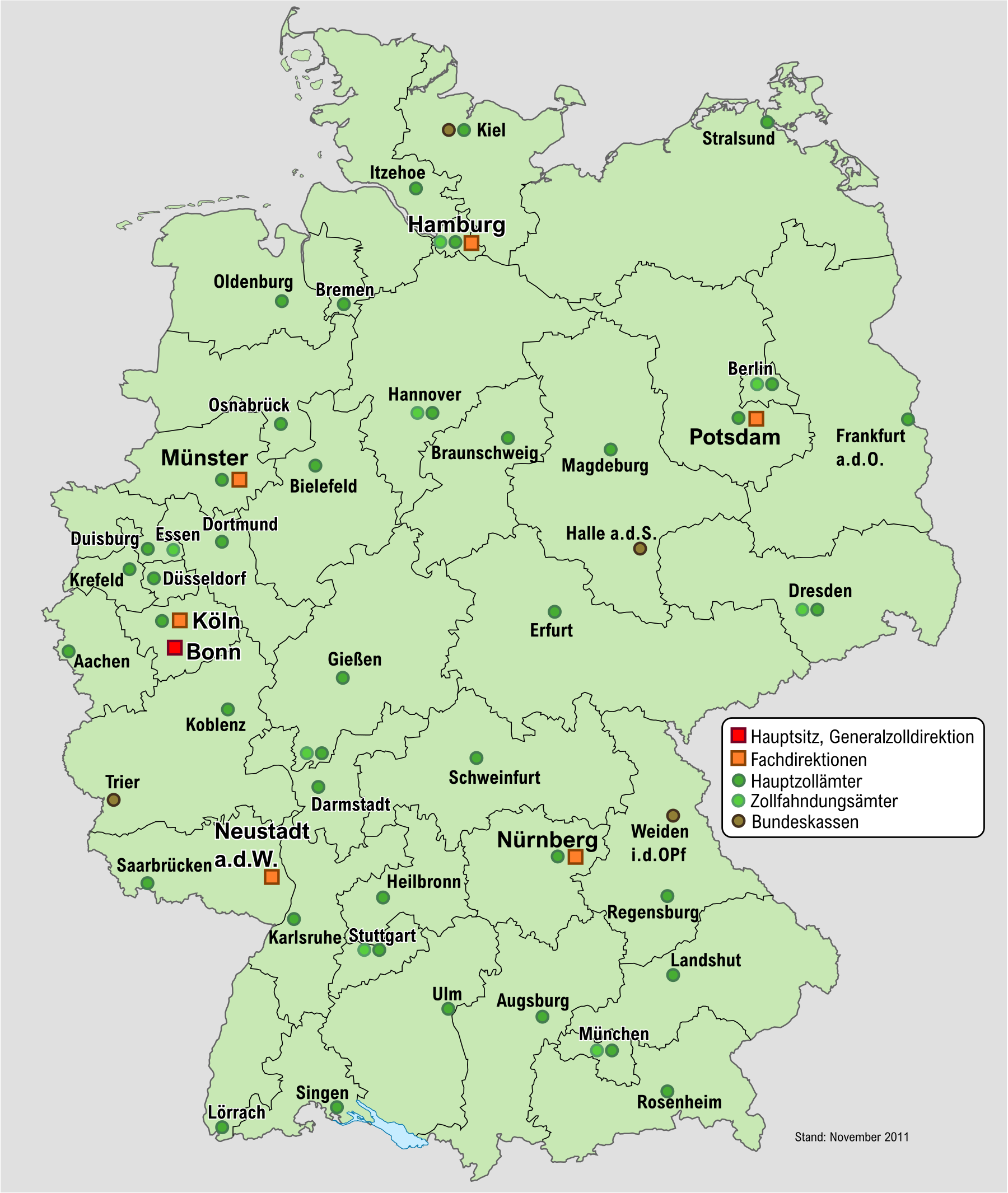
Standorte der Hauptzollämter in der Bundesrepublik Deutschland

Hauptzollämter, kurz HZA, sind (mit den Zollämtern als Dienststellen) örtliche Einrichtungen der deutschen Bundesfinanzbehörden. Sie verwalten und erheben die Zölle und Verbrauchsteuern, die Einfuhrumsatzsteuer sowie die Kraftfahrzeugsteuer und überwachen die Einhaltung aller Vorschriften im Zuständigkeitsbereich der Zollverwaltung. Als Vollzugsbehörden sind die 41 Hauptzollämter in Deutschland zuständig für die Kontrolle und Strafverfolgung im Aufgabenbereich der Zollverwaltung. Sie unterstehen der Generalzolldirektion als Bundesoberbehörde und dem Bundesministerium der Finanzen als oberste Bundesbehörde.
Sie befinden sich in Aachen, Augsburg, Berlin, Bielefeld, Braunschweig, Bremen, Darmstadt, Dresden, Dortmund, Duisburg, Düsseldorf, Erfurt, Frankfurt am Main, Frankfurt (Oder), Gießen, Hamburg, Hannover, Heilbronn, Itzehoe, Karlsruhe, Kiel, Koblenz, Köln, Krefeld, Landshut, Lörrach, Magdeburg, München, Münster, Nürnberg, Oldenburg, Osnabrück, Potsdam, Regensburg, Rosenheim, Saarbrücken, Schweinfurt, Singen, Stralsund, Stuttgart und Ulm.

## Aufbau
Ein Hauptzollamt ist in Sachgebiete gegliedert und seine untergeordneten Dienststellen bestehen aus Zollämtern und Abfertigungsstellen.
- Hauptzollämter (mit Stabsstellen auf Leitungsebene)
  - Zollämter (ZA, Binnenzolldienst/Grenzabfertigungsdienst)
    - Zollabfertigungsstellen

  - Sachgebiete
    - Sachgebiete A (Personal, Haushalt, Organisation)
    - Sachgebiete B (Zölle und Verbrauchsteuern, Grundsatzangelegenheiten, Abgabenerhebung, Abrechnungen, Nacherhebungen und Erstattungen)
    - Sachgebiete C (Kontrolleinheiten)
      - Kontrolleinheiten Verkehrswege (KEV)
      - Kontrolleinheiten Grenznaher Raum (KEG)
      - Kontrolleinheiten See (KES, Wasserzoll)
      - Kontrolleinheit Flughafen Überwachung (KEFÜ)
      - Kontrolleinheit Flughafen Reiseverkehr (KEFR)
      - (und andere)

    - Sachgebiete D (Außenprüfung und Steueraufsicht)
    - Sachgebiete E (Prüfung und Ermittlung FKS, Kontrolleinheiten Prävention Schwarzarbeit (KEP,  Prävention FKS))
    - Sachgebiete F (Straf- und Bußgeldstellen,  Ahndung FKS)
    - Sachgebiete G (Vollstreckungsstellen)
    - Sachgebiet H – Bundesstelle Vollstreckung Zoll (nur Hauptzollamt Hannover)

  - Zollzahlstellen (ZZ)
    - Nebenzollzahlstellen (NZZ)

## Historie
Hauptzollämter bestanden bereits vor Gründung der Bundesrepublik Deutschland mit abweichenden Aufgaben und Abgrenzungen. Im Großherzogtum Hessen bestanden 1835 fünf Hauptzollämter (Mainz, Heppenheim, Offenbach, Vilbel und Gießen), denen Nebenzollämter nachgeordnet waren. Im Königreich Hannover wurden mit dem Hannoverschen Zollgesetz vom 15. August 1853 Haupt- und Nebenzollämter eingerichtet. Hauptzollämter waren danach Zollämter bei denen alle Ein- und Ausfuhrzölle bearbeitet wurden. Nebenzollämter wurden dort errichtet, wo zwar Außenhandel betrieben wurde, dessen Umfang aber keine Einrichtung eines Hauptzollamtes rechtfertigte. Im Königreich Bayern bestanden 1893 Hauptzollämter, denen Nebenzollämter, Übergangsstellen und Aufschlageinnehmereien nachgeordnet waren. Dies waren die Hauptzollämter Augusburg, Bamberg, Bayreuth, Fürth, Furth i. W., Hof, Landau, Landshut, Lindau, Ludwigshafen, Memmingen, München, Nürnberg, Passau, Pfronten, Regensburg, Reichenhall, Rosenheim, Schweinfurt, Simbach, Waldsassen, Würzburg und Zwiesel. Im Königreich Sachsen bestanden 1898 die Hauptzollämter Zittau, Schandau, Annaberg, Eibenstock und Leipzig. Im Reichsland Elsaß-Lothringen wurden die Hauptzollämter Diedenhofen, Metz, Saarburg, Schirmeck, Münster und Altkirch eingerichtet.

### Aufbau
Der Aufbau hat sich 2008 im Rahmen des Projekts Strukturentwicklung Zoll erheblich geändert. Der organisatorische Aufbau eines Hauptzollamtes sah bis 2008 folgendermaßen aus:
- Sachgebiete A (Allgemeine Verwaltung (Personal, Organisation, Haushalt, IT, Zahlstellen))
- Sachgebiete B (Grundsatzangelegenheiten, Abgabenerhebung (Zölle und Verbrauchsteuern))
- Sachgebiete C (Fachaufsicht über die Zollämter und Abrechnungen, Nacherhebungen und Erstattungen)
- Sachgebiete D (Prüfungsdienst und Steueraufsicht und MKG Mobile Kontrollgruppen)
- Sachgebiete E (Finanzkontrolle Schwarzarbeit)
- Sachgebiete F (Bußgeld- und Strafsachenstellen)
- Sachgebiete G (Vollstreckungsstellen)
- Zollämter (Binnenzollämter, Grenzzollämter)
  - Zollabfertigungsstellen
- Zollkommissariate (Grenzaufsichtsdienst, ZKom Land, ZKom See: s. a. Wasserzoll)
  - Grenzaufsichtsstellen
  - Zollschiffsstationen
- Zollzahlstellen (ZZ)
  - Nebenzollzahlstellen (NZZ)

### Gebäude
In Berlin entstand zu Beginn des 20. Jahrhunderts im damaligen Verwaltungsbezirk Pankow das Kaiserliche Hauptzollamt. Das Gebäude ist erhalten und wird als Sitz der algerischen Botschaft genutzt.